# المشاعر المعادية للهان
المشاعر المعادية للهان هو مصطلح يشير إلى الخوف من شعب الهان أو كرههم. ويشمل هذا الشعور العداء تجاه الهان التايوانيين، وكذلك تجاه الصينيين الهان في البر الرئيسي. ونظرًا لأن نسبة الهان في التركيبة العرقية للصين مطلقة، فإن الشعور المعادي للهان يرتبط ارتباطًا وثيقًا بالشعور المعادي للصينيين.